# Élection présidentielle sénégalaise de 1993
L'élection présidentielle sénégalaise de 1993 a eu lieu le 21 février 1993, peu avant  les élections législatives du 9 mars 1993. Elle a été remportée par le président sortant, Abdou Diouf, qui récolte un peu plus de 58 % des voix et décroche ainsi un troisième mandat présidentiel, malgré un effritement de sa popularité.

## Résultats
| Candidat                  | Candidat                  | Parti                     | Voix      | %     |  |
| ------------------------- | ------------------------- | ------------------------- | --------- | ----- |  |
|                           | Abdou Diouf               | PS                        | 757 311   | 58,40 |  |
|                           | Abdoulaye Wade            | PDS                       | 415 295   | 32,03 |  |
|                           | Landing Savané            | MRDN                      | 37 787    | 2,91  |  |
|                           | Abdoulaye Bathily         | LD/MPT                    | 31 279    | 2,41  |  |
|                           | Iba Der Thiam             | CDP                       | 20 840    | 1,61  |  |
|                           | Madior Diouf              | RND                       | 12 635    | 0,97  |  |
|                           | Mamadou Lô                | Ind.                      | 11 058    | 0,85  |  |
|                           | Babacar Niang             | PLP                       | 10 450    | 0,81  |  |
|                           |                           |                           |           |       |  |
| Votes valides             | Votes valides             | Votes valides             | 1 296 655 | 98,82 |  |
| Votes blancs et invalides | Votes blancs et invalides | Votes blancs et invalides | 15 499    | 1,18  |  |
| Total                     | Total                     | Total                     | 1 312 154 | 100   |  |
| Abstention                | Abstention                | Abstention                | 1 237 545 | 48,54 |  |
| Inscrits/Participation    | Inscrits/Participation    | Inscrits/Participation    | 2 549 699 | 51,46 |  |